# ロケット・ミサイル技術の年表
ロケット・ミサイル技術の年表（ロケット・ミサイルぎじゅつのねんぴょう）は、ロケットおよびミサイルの技術に関する年表である。

## 1901年 - 1950年
- 1903年 -  ロシア帝国、「宇宙旅行の父」コンスタンチン・エドゥアルドヴィッチ・ツィオルコフスキーは、大気圏外宇宙空間、宇宙服および太陽系の植民地化に到着するためにロケット工学の使用について議論する理論を創始。彼の論文で議論されたポイントは液体燃料と着陸であった。
- 1926年 -  アメリカ合衆国、ロバート・ゴダード (Robert Goddard)が、液体燃料を用いた最初のロケットを打ち上げる。
- 1942年 -  ドイツ国、ヴェルナー・フォン・ブラウン (Wernher von Braun) およびヴァルター・ドルンベルガー (Walter Dornberger) が、ペーネミュンデ (Peenemuende:ドイツ北部のバルト海沿岸の小島) で世界初の弾道ミサイルであるV2ロケットを打ち上げる。
- 1943年8月 -  ドイツ国、世界初の対艦ミサイルであるHs 293を実戦配備。
- 1945年9月26日 -  アメリカ合衆国、ジェット推進研究所 (JPL) が、初の高層大気観測ロケットであるWACコーポラルを打ち上げる。
- 1949年3月1日 -  アメリカ合衆国、ジェームズ・ヴァン・アレン (James Alfred Van Allen) らが、気球発射式ロケットであるロックーンの構想を発表。
- 1949年 -  アメリカ合衆国、ウィリー・レイが、「宇宙空間の征服」を刊行。
- 1950年 -  ソビエト連邦、観測ロケットによる気象観測を開始。

## 1951年 - 1960年
- 1952年 -  アメリカ合衆国、フォン・ブラウンが、「火星プロジェクト」で火星の有人探査の技術的な詳細について議論する。
- 1952年 -  フランス、液体燃料式観測ロケットベロニク (Veronique) の試験を開始。
- 1953年 -  アメリカ合衆国、コリアーマガジン (Colliers Magazine) が宇宙空間における人類の未来についての記事シリーズを刊行し、世界中の人々の興味を掻きたてた。シリーズの多数の記事はレイとフォン・ブラウンによって、挿絵はチェスリー・ボンステル (Chesley Bonestell) による。
- 1957年8月21日 -  ソビエト連邦、最初の大陸間弾道ミサイル (ICBM) である R-7 (8K71) の打ち上げ。SS-6 Sapwoodとして NATO に知られていた。
- 1957年10月4日 -  ソビエト連邦、最初の人工衛星であるスプートニク1号を打ち上げ。
- 1957年11月3日 -  ソビエト連邦、スプートニク2号を犬1頭（ライカ）をのせて打ち上げ。
- 1958年1月31日 -  アメリカ合衆国、最初のアメリカ製人工衛星であるエクスプローラー1号 (13.7kg) をジュピターCロケットに乗せて打ち上げ。
- 1958年12月13日 -  アメリカ合衆国、ジュピター・ミサイルを用いてリスザルの「ゴード」(Gordo)を打ち上げ。回収は失敗。
- 1958年12月18日 -  アメリカ合衆国、最初のアメリカ製 ICBM「アトラスB」 (Atlas-B) を打ち上げ。（「アトラスA」は試験発射のみ。）
- 1959年1月2日 -  ソビエト連邦、ルナ1号打ち上げ。月近傍を通過。初の人工惑星。
- 1959年3月3日 -  アメリカ合衆国、ジュノーII型ロケットで月探査機パイオニア4号打上げ。アメリカ初の月探査に成功。
- 1959年9月12日 - ソビエト連邦、ルナ2号打ち上げ。初の月面到達。
- 1959年10月4日 - ソビエト連邦、ルナ3号打ち上げ。初の月の裏側の写真撮影。
- 1960年4月1日 -  アメリカ合衆国、タイロス1号打ち上げ。初の気象衛星。
- 1960年4月13日 -  アメリカ合衆国、トランシット1B号打ち上げ。初の航行衛星。
- 1960年8月12日 -  アメリカ合衆国、パッシブ通信衛星エコー1号打ち上げ。デルタロケットの初の打ち上げ成功。
- 1960年8月19日 -  ソビエト連邦、スプートニク5号で犬2頭等を乗せて回収。

## 1961年 - 1970年
- 1961年2月12日 -  ソビエト連邦、ベネラ1号打ち上げ 金星近傍通過。
- 1961年4月12日 -  ソビエト連邦、最初の有人宇宙船であるボストーク1号を打ち上げ。搭乗はユーリ・ガガーリン少佐。
- 1961年5月5日 -  アメリカ合衆国、フリーダム7で弾道飛行。
- 1962年10月31日 -  アメリカ合衆国、アンナ1号打ち上げ 初の測地衛星。
- 1962年11月1日 -  ソビエト連邦、マルス1号を打ち上げ、翌年6月19日に火星近傍を通過。
- 1962年12月13日 -  アメリカ合衆国、リレー1号を打ち上げ、翌年初の 日本 アメリカ合衆国間TV中継 (JFK)。
- 1962年2月20日 -  アメリカ合衆国、フレンドシップ7で軌道飛行。
- 1962年3月29日 - 欧州ロケット開発機構 (ELDO) 発足。
- 1962年4月23日 -  アメリカ合衆国、レインジャー4号打ち上げ。月面裏側に命中。
- 1962年6月14日 - 欧州宇宙研究機構 (ESRO) 発足。
- 1962年7月10日 -  アメリカ合衆国、テルスター1号打ち上げ 初の能動型通信衛星。
- 1962年7月11日 - ヨーロッパ -  アメリカ合衆国間でテレビ中継に成功。
- 1962年9月29日 -  カナダ、アメリカによりアルーエット1号打ち上げ。
- 1963年2月14日 -  アメリカ合衆国、シンコム1号打ち上げ 同期軌道。
- 1963年6月16日 -  ソビエト連邦、ボストーク6号打ち上げ、初の女性宇宙飛行士ワレンチナ・テレシコワが搭乗。
- 1963年11月23日 - リレー1号による 日本 アメリカ合衆国ヨーロッパ間テレビ中継。
- 1964年7月28日 -  アメリカ合衆国、レインジャー7号打ち上げ 月の近接写真撮影に成功。
- 1964年10月10日 -  日本 アメリカ合衆国、シンコム3号により東京オリンピックの映像中継。
- 1964年10月12日 -  ソビエト連邦、ボスホート1号により3人の宇宙飛行士を打ち上げ。
- 1965年3月18日 -  ソビエト連邦、ボスホート2号打ち上げ アレクセイ・レオノフ宇宙飛行士が初の宇宙遊泳。
- 1965年4月23日 -  ソビエト連邦、モルニア1号打ち上げのテレビ中継。
- 1965年4月3日 -  アメリカ合衆国、スナップショット1号打ち上げ 初のイオンエンジンと小型原子炉スナップ10A。
- 1965年4月6日 -  アメリカ合衆国、アーリーバード（インテルサット1号）打ち上げ 初の商業通信衛星。
- 1965年6月3日 -  アメリカ合衆国、ジェミニ4号打ち上げ エド・ホワイトが宇宙遊泳。
- 1965年7月16日 -  ソビエト連邦、プロトン1号打ち上げ ペイロードは同名の質量12トンの科学衛星プロトン1号。
- 1965年11月16日 -  ソビエト連邦、ベネラ3号打ち上げ 1966年3月1日に金星到達。
- 1965年11月26日 -  フランス、自力でディアマンA1号打ち上げ フランス初の人工衛星。
- 1965年12月4日 -  アメリカ合衆国、ジェミニ6号・7号打ち上げ、ランデブー。
- 1966年1月31日 -  ソビエト連邦、ルナ9号打ち上げ 月面軟着陸に成功。
- 1966年2月3日 -  アメリカ合衆国、エッサ1号打ち上げ 気象衛星。
- 1966年3月16日 -  アメリカ合衆国、ジェミニ8号 アジェナ標的機とドッキング。
- 1966年3月31日 -  ソビエト連邦、ルナ10号打ち上げ 月周回軌道に投入成功。（孫衛星）
- 1966年5月30日 -  アメリカ合衆国、サーベイヤー1号打ち上げ、月面軟着陸。
- 1966年8月10日 -  アメリカ合衆国、ルナーオービター1号打ち上げ 孫衛星。
- 1967年1月27日 -  アメリカ合衆国、アポロ1号が地上試験中に火災事故。宇宙飛行士3名死亡。
- 1967年4月16日 -  アメリカ合衆国、サーベイヤー3号打ち上げ 月面のカラー写真撮影。
- 1967年4月24日 -  ソビエト連邦、ソユーズ1号の回収に失敗し宇宙飛行士1名死亡。
- 1967年6月12日 -  ソビエト連邦、ベネラ4号打ち上げ 金星に軟着陸し大気・気象を測定。
- 1967年10月30日 -  ソビエト連邦 コスモス186号と188号による初の無人ドッキング。
- 1968年9月15日 -  ソビエト連邦、ゾンド5号で初の月往復。
- 1968年10月11日 -  アメリカ合衆国、アポロ7号打ち上げ。地球軌道。
- 1968年12月21日 -  アメリカ合衆国、アポロ8号打ち上げ。初の有人月周回飛行。
- 1969年1月14日 -  ソビエト連邦、ソユーズ4号、5号で初の有人宇宙船同士のドッキング。
- 1969年1月15日 -  ソビエト連邦、ソユーズ5号で打ち上げた3名の宇宙飛行士のうち2名がソユーズ4号へ移乗。
- 1969年7月16日 -  アメリカ合衆国、アポロ11号打ち上げ。
- 1969年7月20日 -  アメリカ合衆国、アポロ11号月着陸船「イーグル」が初の有人月面着陸。
- 1970年2月11日 -  日本、東大宇宙研がL-4S-5号機で 日本初の人工衛星「おおすみ」打ち上げ。
- 1970年4月24日 -  中国、長征で初の人工衛星「東方紅」打ち上げ。
- 1970年9月12日 -  ソビエト連邦、ルナ16号打ち上げ 月面軟着陸後回収 初の無人サンプルリターン。
- 1970年11月10日 -  ソビエト連邦、ルナ17号打ち上げ 月面車ルナホート1号で月面探査。
- 1970年12月12日 -  アメリカ合衆国、初のX線天文衛星 ウフル打ち上げ。

## 1971年 - 1980年
- 1971年4月19日 -  ソビエト連邦、サリュート1号打ち上げ 初の宇宙ステーションでソユーズ11号とドッキング。
- 1971年6月30日 -  ソビエト連邦、ソユーズ11号帰還時の事故で宇宙飛行士3名死亡。
- 1971年9月28日 -  日本、東大宇宙研が 日本初の科学衛星「しんせい」打ち上げ。
- 1971年10月4日 -  ソビエト連邦、ルナ17号で打ち上げた無人月面車ルノホート1号の月面調査終了。
- 1971年10月28日 -  イギリス、ブラック・アローでプロスペロ打ち上げ、イギリス初の人工衛星。
- 1972年3月3日 -  アメリカ合衆国、第三宇宙速度に達する最初の探査機であるパイオニア10号を打ち上げ。1973年12月木星に最接近し画像撮影。
- 1973年4月5日 -  アメリカ合衆国、パイオニア11号打ち上げ。1974年12月木星、1979年9月土星に最接近し画像撮影。
- 1973年5月14日 -  アメリカ合衆国、スカイラブ打ち上げ  アメリカ合衆国初の宇宙ステーション。
- 1973年11月3日 -  アメリカ合衆国、マリナー10号打ち上げ 世界初の水星・金星探査機。
- 1974年11月21日 -  ソビエト連邦、通信衛星モルニア3型1号機打ち上げ。
- 1975年4月19日 -  インド、 ソビエト連邦のロケットで「アリアバード」打ち上げ インド初の人工衛星。
- 1975年7月15日 -  アメリカ合衆国 ソビエト連邦、ソユーズ19号とアポロのドッキング（アポロ・ソユーズテスト計画）。
- 1975年8月20日 -  アメリカ合衆国、ヴァイキング1号 打ち上げ。
- 1975年9月9日 -  日本、宇宙開発事業団 N-Iロケット1号機打ち上げ ETS-1 きく1号。
- 1975年9月9日 -  アメリカ合衆国、ヴァイキング2号 打ち上げ。
- 1976年7月20日 -  アメリカ合衆国、ヴァイキング1号のランダーが火星軟着陸。
- 1976年9月3日 -  アメリカ合衆国、ヴァイキング2号のランダーが火星軟着陸。
- 1977年8月20日 -  アメリカ合衆国、ボイジャー2号打ち上げ 木星、土星、天王星、海王星を探査。
- 1977年9月5日 -  アメリカ合衆国、ボイジャー1号打ち上げ 木星、土星を探査。
- 1978年1月20日 -  ソビエト連邦、プログレス1号打ち上げ 無人補給船で、サリュート6号にドッキング。
- 1978年5月20日 -  アメリカ合衆国、パイオニア・ヴィーナス1号打ち上げ 金星の衛星として地表をレーダー観測。
- 1978年8月8日 -  アメリカ合衆国、パイオニア・ヴィーナス2号打ち上げ 金星大気内にプローブを投入し大気を観測。
- 1979年1月16日 -  アメリカ合衆国の宇宙ステーション・スカイラブ大気圏突入。
- 1978年1月24日 -  ソビエト連邦の原子炉を搭載した人工衛星コスモス954号がカナダの北部に落下。
- 1979年12月24日 - ESAのアリアン1型初の打上成功

## 1981年 - 2000年
- 1981年2月11日 -  日本、N-IIロケット第1号機打ち上げに成功
- 1981年4月12日 -  アメリカ合衆国、スペースシャトル・コロンビア初飛行
- 1985年1月8日 -  日本、宇宙科学研究所が太陽系探査機「さきがけ」を打上げ
- 1985年7月2日 - ESA、ハレー彗星探査機ジオットを打上げ
- 1985年8月19日 -  日本、宇宙科学研究所がハレー彗星探査機「すいせい」を打上げ。翌年3月彗星に最接近し、「さきがけ」とともに観測に成功
- 1986年1月28日 -  アメリカ合衆国、スペースシャトルチャレンジャーが打ち上げ73秒後に爆発。宇宙飛行士7名死亡。
- 1986年2月19日 -  ソビエト連邦、宇宙ステーションミール打ち上げ。
- 1986年8月13日 -  日本、H-Iロケット試験機1号機(2段式)打上に成功。初の複数衛星同時打上、 日本本初のアマチュア衛星 ふじ1号を軌道に投入。
- 1988年6月15日 - ESA、アリアン4型1号機の打上成功。
- 1988年9月19日 -  イスラエル、シャビットでオフェク1打ち上げ、 イスラエル初の人工衛星。
- 1988年11月15日 -  ソビエト連邦、エネルギア2号機でシャトル型宇宙船ブラン打ち上げ。
- 1989年2月14日 -  アメリカ合衆国、デルタII型1号機打ち上げ成功。
- 1990年4月5日 -  アメリカ合衆国、NASA,オービタルサイエンシズ社のロケットペガサス初打ち上げ。空中発射型ロケットの初実用例。
- 1994年2月4日 -  日本、H-IIロケット試験機1号機打ち上げ成功。
- 1997年10月30日 - ESA、アリアン5型ロケット打ち上げ初成功。
- 1998年11月20日 -  ロシア、国際宇宙ステーション最初のモジュール、「ザーリャ」打ち上げ。
- 2000年7月12日 -  ロシア、国際宇宙ステーションの居住モジュール、「ズヴェズダ」の打上に成功、同年11月から宇宙飛行士の滞在が開始される。

## 2001年 - 2010年
- 2001年3月23日 -  ロシア、宇宙ステーションミールが太平洋上の大気圏に突入、廃棄される。
- 2001年8月26日 -  日本、H-IIAロケット試験機1号機打上成功。
- 2002年11月20日 -  アメリカ合衆国、デルタIV型1号機打ち上げ成功。
- 2003年2月1日 -  アメリカ合衆国、スペースシャトル・コロンビア号空中分解事故。7人死亡。
- 2003年5月9日 -  日本、小惑星探査機はやぶさ打ち上げ。イオンエンジンによる小惑星までの往復飛行を成し遂げ、2010年6月に地球帰還。
- 2003年6月2日 - ESA、火星探査機マーズ・エクスプレス打ち上げ成功。同年12月に火星周回軌道に投入成功するも、ビーグル2プローブの火星軟着陸は失敗。
- 2003年10月15日 -  中国、有人宇宙船神舟5号打ち上げ。
- 2005年7月26日 -  アメリカ合衆国 日本、野口聡一を乗せたスペースシャトルディスカバリー打ち上げ再開。
- 2009年2月2日 -  イラン、サフィールでオミード打ち上げ。イラン初の人工衛星。
- 2009年9月11日 -  日本、H-IIBロケット試験機1号機、HTV初号機打ち上げ成功。
- 2010年5月21日 -  日本、金星探査機あかつきと小型ソーラー電力セイル実証機IKAROS打ち上げ。